# Хуан Гауто
Хуан Карлос Гауто (ісп. Juan Carlos Gauto, нар. 2 червня 2004, Періто-Морено, Аргентина) — аргентинський футболіст, півзахисник швейцарського клубу «Базель».

## Ігрова кар'єра

### Клубна
Хуан Гауто є вихованцем футбольної академії столичного клубу «Уракан». У 2020 році футболіст підписав з клубом перший професійний контракт. Дебют на професійному рівні Гауто відбувся 15 квітня 2022 року у матчі чемпіонату Аргентини проти команди «Тігре».
Перед сезоном 2023/24 Гауто перейшов до швейцарського «Базеля», підписавши з клубом п'ятирічний контракт. Першу гру у новій команді футболіст провів 3 вересня у матчі чемпіонату Швейцарії проти «Цюриха».

### Збірна
У 2023 році у складі молодіжної збірної Аргентини Хуан Гауто брав участь у домашньому молодіжному чемпіонаті світу, де його команда вибула з турніру після 1/8 фіналу.